# Viktor Palkovich
Viktor Palkovich (17. října 1850 Ostřihom – 1930 Ráb) byl římskokatolický kněz maďarské národnosti působící zejména na Slovensku, československý politik a meziválečný poslanec Národního shromáždění za Maďarsko-německou křesťansko-sociální stranu.

## Biografie
Teologii vystudoval v rodné Ostřihomi a na kněze byl vysvěcen v roce 1873. Od roku 1886 působil jako duchovní správce v Gutě, kde byl v letech 1890 až 1916 děkanem. Celá desetiletí byl organizátorem hospodářského a společenského života v Gutě i okolí, zasloužil se například o zahájení provozu parního mlýna v roce 1904, v roce 1906 se podílel na zakládání mlékárenských družstev a dosáhl realizace stavby železniční trati z Komárna do Guty (zprovozněna v roce 1914). Po zničení tamní školy požárem v roce 1899 zorganizoval celouherskou sbírku na její obnovu.
Po parlamentních volbách v roce 1920 získal za Maďarsko-německou křesťansko-sociální stranu mandát v československém Národním shromáždění. Mandát ale nabyl až dodatečně roku 1922 jako náhradník poté, co poslanec Jindřich Daxer ztratil pro verdikt volebního soudu svůj mandát. Podle údajů k roku 1922 bydlel v Gutě. V roce 1925 byl československými úřady zbaven státního občanství, a proto se v roce 1927 odstěhoval do Maďarska, kde krátce poté zemřel.